# سینماسکور
سینماسکور (انگلیسی: CinemaScore) یک شرکت مطالعات بازار مستقر در لاس وگاس است و با نظرسنجی از تماشاگران می‌خواهند به فیلم‌ها امتیاز دهند.